# 73光年の妖怪
『73光年の妖怪』（ななじゅうさんこうねんのようかい、原題：The Mind Thing）は、アメリカ合衆国の作家フレドリック・ブラウンの長編SF小説。侵略テーマSFの古典のひとつである。

## あらすじ
「それ」は、何者にも知られることなく地球に来た。「それ」は本体から精神を分離し、眠っている動物に取り憑くことができた。精神を本体に戻すには、動物が死ねばいい。「それ」は始めに、本体を見つけそうになった人間の目をくらますため、野ネズミに憑いた。次は本体を洞窟に隠すために少年を使った。次に本体を新たな隠し場所に移すため犬に憑いた。
「それ」は、地球から73光年も離れた恒星系から来た。「それ」は犯罪者で、追放するための「力波」によって瞬間的に地球へ送られた。いま「それ」は、母星で憑いていた宿主よりも人間の方が優れていることを知った。この情報を母星に伝えることができれば、犯罪者から一転して英雄になれる。
「それ」は、必要なことを行うため、猫、フクロウ、老人の男に次々と取り憑いた。
休暇を過ごすため、友人から借りた家に滞在していたスターントン博士は、住民や保安官から奇妙な話を聞いた。臆病なはずの野ネズミが人間に歯向かって踏みつぶされたこと。少年が拾ったナイフで自殺したこと。車恐怖症の犬が道路に飛び出て轢かれたこと。繋がれた犬に猫が飛び掛かったこと。フクロウが窓ガラスに突入して破ったこと。老人が理由もなく猟銃で自分を撃ったこと。博士はこれらの出来事につながりがあるのではと考えた。

## 主な登場人物
- ラルフ・スターントン - マサチューセッツ工科大学の物理学教授。文学博士、理学博士。
- アメンダー・タリー - 高校の英語教師。
- トミー・ホフマン - 「それ」を洞窟に運んだ少年。
- ジーグフリード・グロス - 「それ」に栄養分を与えた老人。

## 書誌情報
『73光年の妖怪』　井上一夫訳　創元推理文庫　1963年10月